# Coenagrion exclamationis
Coenagrion exclamationis is een libellensoort uit de familie van de waterjuffers (Coenagrionidae).
De wetenschappelijke naam van de soort werd in 1919 als Himalagrion exclamationis gepubliceerd door Fraser.

## Synoniemen
- Coenagrion tengchongensis Yu & Bu, 2007